# Segno di Beevor
Il segno di Beevor è un segno medico che si osserva nella debolezza selettiva dei muscoli addominali inferiori, che coinvolge il movimento dell'ombelico verso la testa durante la flessione del collo.

## Etimologia
Il segno prende il nome da Charles Edward Beevor, un neurologo inglese (1854–1908) che per primo lo descrisse.

## Fisiopatologia
Il segno di Beevor è caratteristico della lesione del midollo spinale tra i livelli T9 e T10. Ciò si verifica quando la parte superiore del muscolo retto dell'addome è intatta ma la parte inferiore è debole a causa della lesione spinale. Pertanto, quando viene chiesto al paziente di alzare la testa mentre giace supino sul letto, solo la parte superiore del muscolo si contrae tirando l'ombelico verso la testa. Il segno è stato anche osservato nella sclerosi laterale amiotrofica, una malattia che causa un progressivo indebolimento dei muscoli di più aree del corpo e nella distrofia muscolare facioscapulo-omerale, una malattia di debolezza principalmente dei muscoli facciali, delle spalle e della parte superiore del braccio.